# Oxyodes obscurior
Oxyodes obscurior är en fjärilsart som beskrevs av Holloway 1979. Oxyodes obscurior ingår i släktet Oxyodes och familjen nattflyn. Inga underarter finns listade i Catalogue of Life.